# Бужор, Иосиф Аронович
Ио́сиф Аро́нович Бужо́р (1902, Кобаны, Белецкий уезд, Бессарабская губерния, Российская Империя — 1941, Молдавия) — революционер, активный участник большевистского подполья в Бессарабии в составе Румынии и в Молдавской ССР, оккупированной во время Великой Отечественной войны.

## Биография
Rодился в 1902 году в селе Кобаны Белецкого уезда Бессарабской губернии (ныне Глодянский район Республики Молдова). Окончил 4-классное училище в Бельцах.
В 1924 году нелегально переправился через Днестр, по которому проходила граница между Румынией и СССР, служил в Красной Армии. Член ВКП(б) с 1925 года. С мая 1925 года был народным судьёй в столице Молдавской АССР городе Балта, затем в Каменке, Ананьевe и Бирзуле, работал инструктором Народного комиссариата юстиции Молдавской АССР.
В 1931—1932 годах учился на газетном отделении Северо-Кавказского коммунистического университета в Ростове-на-Дону, после чего (1932) направлен на подпольную работу в Бессарабию, где был избран секретарём бессарабского областного комитета Коммунистической партии Румынии и был вскоре арестован. 4 апреля 1934 года приговорён к 10 годам тюремного заключения, которое отбывал в Сучаве, Тыргу-Окна и в печально знаменитой тюрьме Дофтана, где был секретарём подпольной партячейки политзаключённых. После освобождения из тюрьмы в ноябре 1940 года вернулся в ставший советским Кишинёв. С 1941 года — член Верховного Суда Молдавской ССР.
Осенью 1941 года Иосиф Бужор был послан на территорию Молдавии для организации коммунистического подполья, где погиб.

## Интересные факты
- Бужор переводится с румынского как пион. Иосиф Бужор выбрал себе конспиративное имя Трандафи́р (роза).
- В 1968 году его именем названа улица в кишинёвском районе Рышкановка. После распада СССР она была переименована в «Хайдукул Бужор».